# Pèirafita
Pèirafita (en francès Peyrefitte-sur-l'Hers) és un municipi francès situat al departament de l'Aude i a la regió d'Occitània.